# Aéroport international Johan Adolf Pengel
L'Aéroport international Johan Adolf Pengel (code IATA : PBM • code OACI : SMJP) est le principal aéroport du Suriname. Il est situé à Zanderij qui se trouve à 45 km au sud de la ville de Paramaribo, la capitale du pays. Ce terminal ne reçoit que des vols internationaux.

## Situation
| \| 50 km1:13 067 000 \| Paramaribo · J. A. Pengel Paramaribo · Zorg en Hoop |
| 50 km1:13 067 000                                                           |

## Statistiques
Pour des raisons techniques, il est temporairement impossible d'afficher le graphique qui aurait dû être présenté ici.

Voir la requête brute et les sources sur Wikidata.

### Zoom sur l'impact du covid de 2019-2020
Pour des raisons techniques, il est temporairement impossible d'afficher le graphique qui aurait dû être présenté ici.

Voir la requête brute et les sources sur Wikidata.

## Compagnies et destinations
| Compagnies             | Destinations |
| ---------------------- | --- |
| Caribbean Airlines     | Port-d'Espagne - Piarco |
| Copa Airlines          | Panama-Tocumen |
| Fly All Ways           | Camagüey-I. Agramonte, Georgetown-Cheddi Jagan, La Havane-José Martí, Santiago de Cuba-A. Maceo En saison charter : Belém, Curaçao, Port-au-Prince T. Louverture, Saint-Martin - Princesse-Juliana |
| Gol Transportes Aéreos | Belém |
| Jetair Caribbean       | Curaçao |
| KLM                    | Amsterdam |
| Surinam Airways        | - Amsterdam, - Aruba-Reine-Beatrix, - Bridgetown-Grantley-Adams, - Belém, - Curaçao, - Georgetown-Cheddi Jagan, - Miami                                                                            |
| Trans Guyana Airways   | Georgetown-Cheddi Jagan |

Édité  le 08/08/2018  Actualisé le 5/12/2023